# Ecuadors Billie Jean King Cup-lag
Ecuadors Billie Jean King Cup-lag representerar Ecuador i tennisturneringen Billie Jean King Cup, och kontrolleras av Ecuadors tennisförbund. 

## Historik
Ecuador deltog första gången 1972. Laget har som bäst åttondelsfinal, vilket man gjorde samma år som laget debuterade i turneringen.